# Werżinia Weselinowa

## Osiągnięcia
| Rok  | Impreza                     | Miejsce  | Pozycja    | Wynik |
| ---- | --------------------------- | -------- | ---------- | ----- |
| 1973 | Mistrzostwa Europy juniorów | Duisburg | 7. miejsce | 14,61 |
| 1975 | Mistrzostwa Europy juniorów | Ateny    | 1. miejsce | 17,30 |
| 1980 | Igrzyska olimpijskie        | Moskwa   | 5. miejsce | 20,72 |
| 1981 | Finał pucharu Europy        | Zagrzeb  | 2. miejsce | 20,77 |
| 1982 | Halowe mistrzostwa Europy   | Mediolan | 1. miejsce | 20,19 |
| 1982 | Mistrzostwa Europy          | Ateny    | 5. miejsce | 20,23 |